# Бандей, Томас
Томас Ричард Бандэй (англ. Thomas Richard Bunday;  28 сентября 1948 — 15 марта 1983) — американский серийный убийца, который с 1979 года по 1981 год совершил серию убийств женщин в городе Фэрбанкс, штат Аляска. Бандэй во время совершения убийств служил на авиабазе Эйлсон, недалеко от Фэрбанкса и долгое время был вне подозрения. Только лишь незадолго до его смерти полиции удалось сузить круг подозреваемых и выйти на след Томаса Бандэя. Исключительность делу Бандэя придает тот факт, что после признания вины в совершении преступлений, из-за юридической ошибки он не был арестован и находился на свободе еще 8 дней, в течение которых по неустановленным причинам не приложил никаких усилий, чтобы уйти от правосудия.

## Ранние годы
Томас Бандэй родился 28 сентября 1948 года в городе Нашвилл, штат Теннесси. Был младшим в семье из двух детей, старший брат Ральф был старше Томаса на 15 лет. Детство и юношеские годы Бандэй провел в социально-неблагополучной обстановке. Отец Бандэя, ветеран Второй мировой войны, страдал психическими расстройствами и подвергал агрессии свою жену и младшего сына.  После смерти отца в 1963-м году Томас отказался посещать его похороны и сбежал из дома на несколько дней.
Бандэй хорошо учился в школе, в школе не был популярен, но был общителен, имел много друзей и знакомых, вел позитивный образ жизни. После окончания школы в 1966 году Томас женился на своей школьной подружке и в 1967-м году завербовался в ВВС США. Однако семейная жизнь не задалась. В конце 1960-х — начале 1970-х Бандэй проходил службу в Юго-Восточной Азии. В этот период его жена родила сына от другого человека. Несмотря на это, Бандэй продолжил жить с ней в браке, впоследствии жена родила ему дочь, но с внебрачным ребенком у Томаса сохранились эмоционально-холодные отношения.
В середине 1970-х Томас Бандэй был направлен для прохождения дальнейшей службы на базу Эйлсон, в штате Аляска. В этот период у Бандэя установились эмоционально-холодные отношения с супругой, у него появились признаки эмоционального выгорания и он начал посещать психотерапевта..

## Серия убийств
Серия убийств началась 29 августа 1979 года, когда пропала без вести жительница Фэрбанкса 19-летняя Глинда Содеманн. Ее разложившееся тело было найдено два месяца спустя в гравийной яме возле шоссе, в двадцати двух милях к югу от Фэрбанкса. 13 июня 1980 года пропала без вести 11-летняя Дорис Оэринг. Ее тело было найдено через несколько дней. Брат погибшей заявил полиции, что за несколько дней до исчезновения сестры видел ее разговаривающей с незнакомцем, сидящим в автомобиле голубого цвета и одетым в форму ВВС. Брат Дорис Оэринг помог следствию составить фоторобот преступника.
31 января 1981 года пропала без вести 20-няя Марлен Петерс, которая в день исчезновения собралась автостопом перебраться из Фэрбанкса в Анкоридж. Пять недель спустя пропала 16-летняя Венди Уилсон. 16 мая 1981 года пропала 18-летняя Лори Кинг, незадолго до ее исчезновения было найдено частично разложившееся тело Марлен Петерс. В октябре 1981 года недалеко от авиабазы Эйлсон было найдено разложившееся тело Лори Кинг. В ходе расследования полиция впервые предположила, что на контролируемой ею территории орудует серийный убийца из числа военнослужащих.

## Разоблачение
В ходе расследования полицией был проверен весь личный персонал авиабазы Эйлсон, включая работников, трудоустроенных на авиабазе в качестве гражданских специалистов. К февралю 1982 года в список подозреваемых попали всего лишь 3 человека, которые в разное время выделялись деструктивным поведением по отношению к женщинам. Одним из подозреваемых стал Томас Ричард Бандэй. К тому времени Бандэй добился перевода на авибазу Шеппард, штат Техас, где и проходил службу с сентября 1981 года. Томас Бандэй был задержан 7 марта 1983 года.
Он был отвезен в полицейский участок и подвергся допросу. Помимо допроса — был проведен обыск в его доме и в салоне его автомобиля. В ходе обыска были обнаружены доказательства, связывающие Бандэя с серией убийств в Фэрбанксе. Узнав об этом, Томас в тот же день чистосердечно признался в совершении убийств 5 женщин и девушек и описал детали и обстоятельства, при которых они произошли. Преступнику также пытались инкриминировать убийство 22-ней Кассандры Гудвин, но Бандэй категорически отказался признать себя виновным в ее убийстве.
В качестве мотива для совершения убийств Бандэй указал психологические проблемы и сексуальные комплексы. Несмотря на признательные показания, Томас Бандэй не был арестован и его были вынуждены отпустить, так как отсутствовал ордер на его арест.

## Смерть
Ордер на арест Томаса Бандэя был выписан 15 марта 1983 года, в тот день Бандэй не явился на службу. Он сел на мотоцикл и отправился в поездку. В 40 милях от города Уичито-Фолс Бандэй выехал на встречную полосу шоссе, спровоцировав тем самым столкновение своего мотоцикла с грузовиком. В ходе ДТП Томас Бандэй получил травмы, от которых скончался почти мгновенно. Инцидент впоследствии был признан самоубийством.